# دانيلا باسيت
دانيلا باسيت (بالإنجليزية: Danielle Bassett)‏ هي فيزيائية أمريكية، ولدت في 1981.

## وصلات خارجية
- الموقع الرسمي